# Цигикал Петро Олександрович
Петро Олександрович Цигикал (20 червня 1966, с. Дунаєць, Глухівського району, Сумської області) — генерал армії України, голова Державної прикордонної служби України (з 25 липня 2017 року до 31 травня 2019 року). Раніше обіймав посаду директора департаменту оперативної діяльності ДПСУ.

## Життєпис
Закінчив Пермське військове авіаційно-технічне училище (1989 рік) та Національну академію Служби безпеки України (2001 рік);
1989—1992 рр. — проходив службу в 1 повітряній армії в 293 окремому розвідувальному авіаційному полку на посадах техніка та старшого техніка;
1992—1994 рр. — проходив службу в 119-му окремому бойовому вертольотному полку 13 окремої армії Прикарпатського військового округу;
1994—1996 рр. — проходив службу в контрольно-пропускному пункті «Глухів» Сумського загону прикордонного контролю Прикордонних військ України на посадах офіцера та старшого офіцера;
1996 — вересень 2014 рр. — проходив службу на оперативних посадах в органах охорони державного кордону Державної прикордонної служби України;
вересень 2014 — листопад 2014 рр. — заступник начальника регіонального управління з оперативно-розшукової роботи Північного регіонального управління Державної прикордонної служби України;
листопад 2014 — липень 2017 рр. — директор Департаменту оперативної діяльності Адміністрації Державної прикордонної служби України;
З липня 2017 р. по травень 2019 р. — Голова Державної прикордонної служби України.
31 травня 2019 р., згідно Указу Президента України Петро Цигикал був звільнений з військової служби у запас з правом носіння військової форми одягу.

## Військові звання
- генерал-майор (25.08.2015);
- генерал-лейтенант (25.05.2017);
- генерал-полковник (27.04.2018)[4];
- генерал армії України (2 травня 2019)[5].

## Сім'я
Одружений, має двох доньок.

## Розслідування

### Справа будівництва житла для військовослужбовців
Наприкінці жовтня 2022 року, Спеціалізована антикорупційна прокуратура і Національне антикорупційне бюро України повідомили про підозру колишньому голові Державної прикордонної служби Петру Цигикалу у зловживаннях і корупції при будівництві і передачі житла прикордонникам. Як встановило слідство, Держприкордонслужба замість одержання 66 квартир у м. Львові в ЖК «Америка» для заселення прикордонників та їхніх родин, отримали 53 квартири у передмісті Львова, в Сокільниках у ЖК «Компаньйон».

## Нагороди
- Орден Богдана Хмельницького III ступеня (27.05.2016)[7]
- Медаль «За військову службу Україні»